# An der Eiche 1–7, 9, 10

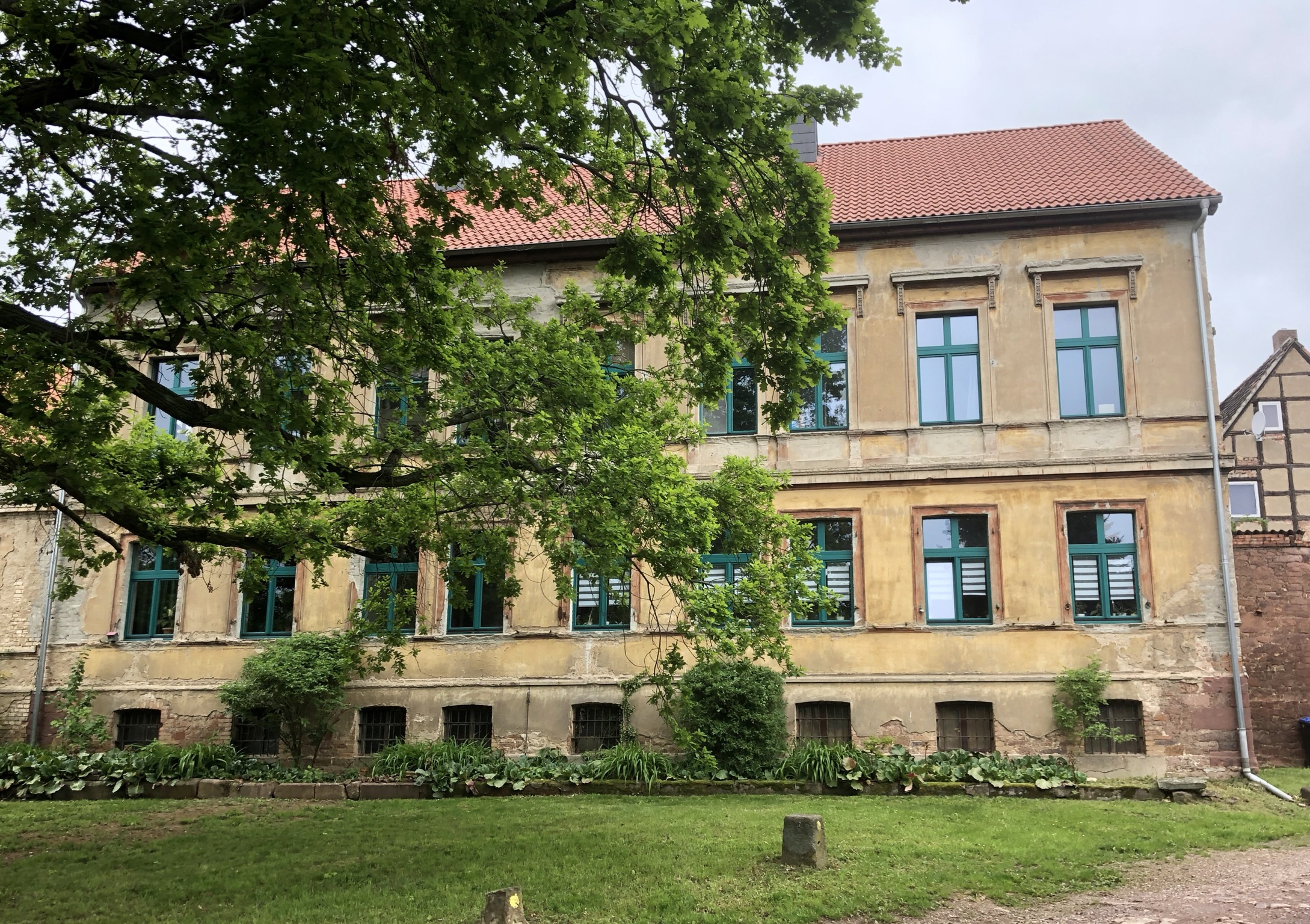
Haus an der Westseite des Platzes, 2019

An der Eiche 1–7, 9, 10 ist die im örtlichen Denkmalverzeichnis eingetragene Bezeichnung eines denkmalgeschützten Platzes im zur Gemeinde Petersberg gehörenden Dorf Sylbitz in Sachsen-Anhalt.
Der Platz befindet sich im Ortszentrum von Sylbitz. Er ist mit zweigeschossigen Wohnhäusern samt Nebengebäuden aus dem 18. und 19. Jahrhundert umbaut. Die Gebäude sind zum Platz zum Teil trauf-, zum Teil giebelständig angeordnet. In der Platzmitte steht eine große Eiche. Das Ensemble wird als typischer Dorfplatz bewertet.
Im örtlichen Denkmalverzeichnis ist der Platz unter der Erfassungsnummer 094 55509 als Denkmalbereich verzeichnet.